# Norwegische Räude
Als Norwegische Räude bezeichnet man eine ausgeprägte Verlaufsform beim Befall mit Grabmilben, insbesondere bei der Krätze und der Sarcoptes-Räude des Hundes. Dabei kommt es zu massiven Verhornungen und Krusten, während der Juckreiz nur gering ausgeprägt sein kann. Diese Verlaufsform tritt vor allem bei Individuen mit gestörtem Immunsystem auf, bei denen es zu einer sehr starken Vermehrung der Milben kommt.